# Carlos Benavídez
Carlos Nahuel Benavídez Protesoni (Montevideo, 30 marzo 1998) è un calciatore uruguaiano, centrocampista dell'Alavés.

## Caratteristiche tecniche
Mediano, può giocare sia come interno di centrocampo sia nel ruolo di trequartista.

## Palmarès

### Nazionale
- Campionato sudamericano Under-20: 1

Ecuador 2017